# 協和大學芝加哥分校
康考迪亞大學芝加哥分校（Concordia University Chicago）或譯協和大學芝加哥分校，是康考迪亞大學系統內、位於美國伊利諾伊州溪流森林的一所私立大學，由路德會牧師成立於1864年，當時是一所神學院，現在仍屬於路德会密苏里总会管轄。2021年《美國新聞與世界報道》在“中西部大學”排名中將其列在第74位。

## 外部連結
- Official website （页面存档备份，存于）
- Official athletics website （页面存档备份，存于）
- Campus map （页面存档备份，存于）
- Aerial photograph from Google maps

41°53′59″N 87°48′34″W / 41.89967°N 87.80954°W